# Céré-la-Ronde
Céré-la-Ronde é uma comuna francesa na região administrativa do Centro, no departamento Indre-et-Loire. Estende-se por uma área de 48,33 km². Em 2010 a comuna tinha 456 habitantes (densidade: 9,4 hab./km²).